# GSh-6-30加特林机炮
GSh-6-30是俄罗斯的六管30毫米口径加特林式机炮，曾由苏联和独联体使用过。

## 概述
Gsh-6-30是從蘇聯海軍的AK-630近迫武器系統使用的AO-18機炮所發展而來，1970年代初期開始發展，1975年開始服役。這一款機炮和北約國家同類產品設計上最大的不同點在於，北約國家的轉管機炮是利用外部動力（電力或是液壓）來轉動炮管，可是Gsh-6-30是以炮彈產生的氣體來驅動炮管，射速可以達到每分鐘4000到6000發。
Gsh-6-30主要配備在米格-27攻擊機上，其他使用的飛機還包括Su-25攻擊機與某些型號的MiG-31戰鬥機上。

## 引用文獻
- Koll, Christian. . Austria: Koll. 2009: 305  [2020-09-25]. ISBN 978-3-200-01445-9. （原始内容存档于2009-10-19）.